# 现场艺术
现场艺术（英文：Live art），又譯為臨場藝術或即場藝術，是一種非戲劇的表演形式。它源於視覺藝術家對傳統藝術的超越，強調當下的、現場的、真實的、不拘型式的表演，主張每個人都可以用自己特有的方式來創作。
總部設於英國倫敦的「現場藝術推廣協會（Live Art Development Agency）」為世界知名的現場藝術推動組織。 